# Grotte aux Pigeons
Grotte aux Pigeons (engelska: Cave of the Pigeons) är en grotta i Libanon.   Den ligger i guvernementet Beyrouth, i den centrala delen av landet, i huvudstaden Beirut. Grotte aux Pigeons ligger 32 meter över havet.
Terrängen runt Grotte aux Pigeons är varierad. Havet är nära Grotte aux Pigeons åt nordväst. Runt Grotte aux Pigeons är det mycket tätbefolkat, med 2 028 invånare per kvadratkilometer.. Närmaste större samhälle är Ra's Bayrūt, 1,5 kilometer nordost om Grotte aux Pigeons. 
Runt Grotte aux Pigeons är det i huvudsak tätbebyggt.